# اداگول، بورکا
اداگول، بورکا (به لاتین: Adagül, Borçka) یک Köy در ترکیه است که در استان آرتوین واقع شده‌است.

## خصوصیات
اداگول ۱۲۸ نفر جمعیت دارد.